# Заставе америчких савезних држава
Заставе савезних америчких држава показују велику разноврсност међу собом, како по питању регионалног утицаја и локалне историје, тако и у виду различитих стилова и дизајна застава. Свака од 50 америчких држава има јединствену заставу, различиту од заставе Сједињених Америчких Држава.

## Државне заставе
- Ајдахо
- Ајова
- Алабама
- Аљаска
- Аризона
- Арканзас
- Вајоминг
- Вашингтон
- Вермонт
- Вирџинија
- Висконсин
- Западна Вирџинија
- Илиноис
- Индијана
- Јужна Дакота
- Јужна Каролина
- Јута
- Калифорнија
- Канзас
- Кентаки
- Колорадо
- Конектикат
- Луизијана
- Масачусетс
- Мејн
- Мериленд
- Минесота
- Мисисипи
- Мисури
- Мичиген
- Монтана
- Небраска
- Невада
- Њујорк
- Нови Мексико
- Њу Хемпшир
- Њу Џерзи
- Оклахома
- Орегон
- Охајо
- Пенсилванија
- Роуд Ајланд
- Северна Дакота
- Северна Каролина
- Тенеси
- Тексас
- Флорида
- Хаваји
- Џорџија